# Ferrovia Burgdorf-Thun
La ferrovia Burgdorf-Thun è una linea ferroviaria a scartamento normale della Svizzera.

## Storia
La linea nacque per avvicinare Burgdorf a Thun, accorciando il percorso tra le due località da 54 km (passando per Berna) a 40 km. Nel 1890 venne ottenuta da un comitato d'iniziativa la concessione per una linea tra Konolfingen e Thun, mentre nel 1891 un altro comitato ottenne la concessione per la ferrovia Konolfingen-Biglen (con possibile collegamento alla già esistente linea Soletta-Langnau a Hasle-Rüegsau).
Unificati i due progetti in uno solo, il 16 novembre 1896 si costituì la società Burgdorf-Thun-Bahn (BTB), con sede a Burgdorf, per la costruzione e l'esercizio della ferrovia.
La linea entrò in servizio il 21 luglio 1899. Sin dall'inizio fu a trazione elettrica a corrente alternata trifase, modalità di alimentazione sino ad allora impiegata su linee tranviarie (Lugano) o su linee ferroviarie a scartamento metrico (Gornergrat, Jungfrau, Stansstad-Engelberg). In particolare, ci si ispirò a quanto realizzato sulla Stansstad-Engelberg. La Burgdorf-Thun fu la prima linea d'Europa a scartamento normale alimentata in corrente alternata: per l'esercizio, curato come la manutenzione sin dall'inizio dalla Emmenthalbahn-Gesellschaft (EB), concessionaria della ferrovia Soletta-Langnau, vennero acquistati due locomotori a due assi, sei automotrici e dieci carrozze. Con finanziamento da parte del canton Berna e dei comuni interessati la linea fu rielettrificata in corrente alternata monofase entro la primavera 1933, insieme alle linee Soletta-Langnau (che aveva subito la stessa sorte nell'autunno 1932) e Soletta-Moutier: ciò si rese necessario per la decisione da parte delle Ferrovie Federali Svizzere (FFS) di elettrificare la ferrovia Berna-Lucerna, che incrocia la Burgdorf-Thun nella stazione di Konolfingen.
Con decisione dell'assemblea dei soci del 27 giugno 1942 la BTB decise di fondersi con la EB nella società Emmental-Burgdorf-Thun-Bahn (EBT), costituitasi il successivo 19 dicembre. La fusione si era resa necessaria a seguito delle difficoltà finanziarie delle due società: la Confederazione intervenne con un aiuto di 4 milioni di franchi a condizione di una fusione tra BTB e EB (come previsto dalla legge federale del 1939 sull'aiuto alle ferrovie).
L'assemblea dei soci della EBT del 23 giugno 1997 decise la fusione della società (con effetto dal 1º gennaio 1997) con la Solothurn-Münster-Bahn (SMB) e la Vereinigten Huttwil-Bahnen (VHB) nella Regionalverkehr Mittelland (RM). EBT, SMB e VHB collaboravano già da decenni per la gestione delle rispettive linee sociali.
Nel 2006 la RM si è a sua volta fusa con la BLS Lötschbergbahn nella BLS AG.
A fine 1970 entrò in servizio il raddoppio della tratta tra Oberburg ed Hasle-Rüegsau; nel 1989 toccò alla tratta Oberburg-Burgdorf Steinhof, nel 1994 alla tratta tra Lerchenbühl e Burgdorf Steinhof e nel 2008 alla tratta tra la stazione di Burgdorf e Lerchenbühl.

## Caratteristiche
La linea, a scartamento normale, è lunga 40,75 km. La linea è elettrificata a corrente alternata monofase con la tensione di 15000 V alla frequenza di 16,7 Hz (fino al 1933 in corrente alternata trifase 750 V 40 Hz); la pendenza massima è del 25 per mille e il raggio di curvatura minimo è 250 metri. È a doppio binario tra Burgdorf e Hasle-Rüegsau.

### Percorso
| Continuation backward |

| Station on track |

| Unknown route-map component "CONTgq" | Unknown route-map component "ABZgr" |  |

| Unknown route-map component "CONTgq" | Unknown route-map component "ABZgr" |  |

| Non-passenger station/depot on track |

| Stop on track |

| Station on track |

| Station on track |

|  | Unknown route-map component "ABZgl" | Unknown route-map component "CONTfq" |

| Station on track |

| Stop on track |

| Station on track |

| Station on track |

| Enter and exit short tunnel |

| Enter and exit short tunnel |

| Station on track |

|  | Unknown route-map component "ABZg+l" | Unknown route-map component "CONTfq" |

| Station on track |

| Unknown route-map component "CONTgq" | Unknown route-map component "ABZgr" |  |

| Stop on track |

| Station on track |

| Station on track |

| Enter and exit short tunnel |

| Station on track |

| Stop on track |

| Station on track |

| Stop on track |

| Unknown route-map component "hKRZWae" |

| Unknown route-map component "CONTgq" | Unknown route-map component "ABZg+r" |  |

| Unknown route-map component "CONTgq" | Unknown route-map component "ABZg+r" |  |

| Station on track |

| Continuation forward |

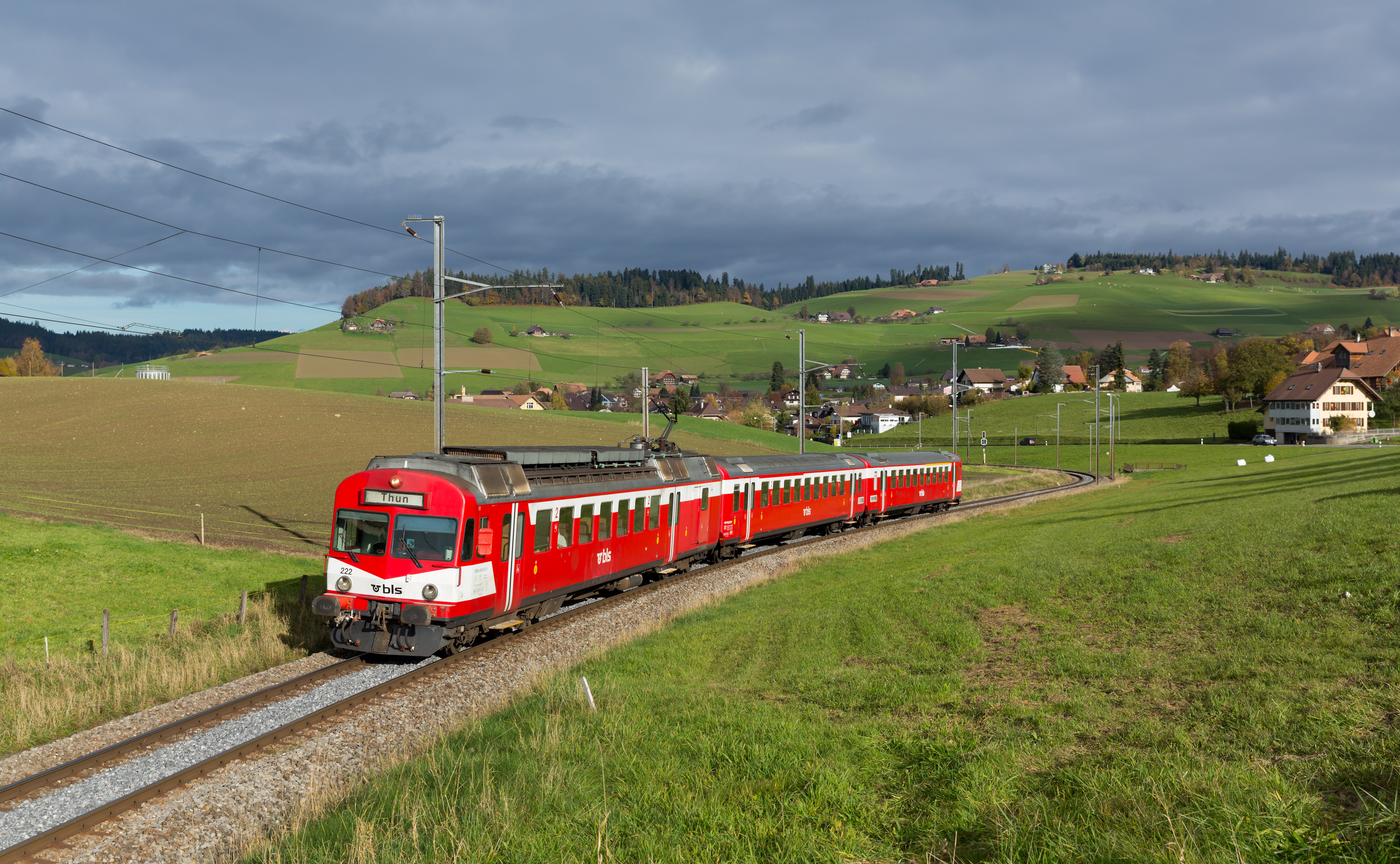
Un convoglio diretto verso Thun a Biglen

La ferrovia parte da Burgdorf, e condivide i primi 7 km (fino ad Hasle-Rüegsau), con la ferrovia Soletta-Langnau, percorrendo la valle del fiume Emme.
Da lì la linea tocca Walkringen, Biglen e Grosshöchstetten arrivando a Konolfingen, stazione situata sulla ferrovia Berna-Lucerna. La ferrovia serve quindi le località di Stalden im Emmental, Oberdiessbach, Brenzikofen, Heimberg e Steffisburg. Attraversato il fiume Aar la linea termina alla stazione di Thun.